# Câmpeni
Câmpeni (în maghiară Topánfalva, în germană Topesdorf) este un oraș în județul Alba, Transilvania, România, format din localitățile componente Boncești, Borlești, Botești, Câmpeni (reședința), Certege, Coasta Vâscului, Dănduț, Dealu Bistrii, Dealu Capsei, Dric, Fața Abrudului, Florești, Furduiești, Mihoești, Motorăști, Peste Valea Bistrii, Poduri, Sorlița, Tomușești, Valea Bistrii, Valea Caselor și Vârși.
Localitatea este cunoscută nu numai pentru frumusețea peisajului, dar și pentru personalitățile care au marcat istoria românilor, ca Horea, Cloșca și Crișan, conducătorii răscoalei de la 1784, și Avram Iancu, cel care a adus o contribuție însemnată în cadrul Revoluției de la 1848.
Pe Harta Iosefină a Transilvaniei din 1769-1773 (Sectio 121), localitatea apare sub numele de „Topanfálva”. La cca 0,5 km spre est de Câmpeni pe hartă este indicat un loc al căutătorilor de aur cu șaitrocul 
din aluviunile Arieșului („Gold Wäscherei”). De-alungul unei văi afluente pe dreapta a Arieșului din apropiere sunt marcate numeroase șteampuri pentru prelucrarea minereurilor bogate în aur („Stampf Mühlen”).

## Istoric
Câmpeniul este atestat documentar din anul 1587. Printr-un act emis de Sigismund Bathory, principele Transilvaniei, i s-a permis lui Nicolae Filimon din Câmpeni să construiască o moară la vărsarea râului Abrud în Arieș. După anul 1649 Câmpeniul a devenit capitala domeniului montan de sus, cu satele Bistra, Albac și Vidra.
În 1618 a avut loc o puternică mișcare țărănească, iar mai târziu locuitorii zonei s-au aflat în rândurile luptei călugărului Sofronie din Cioara. Izbucnită în comitatul Hunedoarei în toamna anului 1759, răscoala se răspândește cu iuțeală și în comitatul vecin Albei. Sofronie a fost prins, dar apoi este eliberat de răsculați și răscoala cuprinde Zarandul și tot sudul Transilvaniei. Centrul mișcării s-a deplasat în Munții Apuseni, unde nemulțumirile moților din cauza obligațiilor grele față de fisc și îngrădirea dreptului la pădurit erau generale. În aprilie 1760 Sofronie a intrat în Zlatna în fruntea unei mari mulțimi de răsculați. Alte cete ale sale au ocupat localitățile Abrud și Câmpeni. Țăranii se socoteau stăpâni pe situație, declarând că „a trecut puterea domnilor, acum noi suntem stăpânii”. Atât autoritățile locale, cât și Curtea de la Viena, erau extrem de îngrijorate că scânteia aprinsă din motive religioase se va transforma într-o mare vâlvătaie cu tentă socială și națională. Mai apoi, Sofronie însuși s-a temut de mare amploare a mișcării sale. În acest context tensionat, tratativele duse de el cu reprezentanții Curții de la Viena, au condus la lichidarea răscoalei. Mulți participanți la ea au fost prinși și aspru pedepsiți. Marea răscoală s-a sfârșit astfel în primăvara anului 1761. Deși biserica ortodoxă a fost recunoscută oficial de Curtea din Viena, mișcările populare nu vor înceta, deoarece adevăratele cauze care le-au provocat au rămas.
Mișcările populare care nu vor conteni, vor culmina în a doua jumătate a secolului al XVIII-lea cu marea răscoala condusă de Horea, Cloșca și Crișan. Mai târziu, Horea a fost purtătorul de cuvânt al locuitorilor din "Domeniul de Sus", trimițând la Viena numeroase jalbe de scutire a sarcinilor insuportabile, care apăsau asupra lor, în preajma marii răscoale de la 1748. Incidentul din 24 mai 1782, la târgul de primăvară de la Câmpeni, a fost semnalul pentru izbucnirea marii răscoale de mai târziu. Astfel, moților le-a fost interzis și dreptul de a-și desface la târg mediul - o tradițională băutură moțească. Arendașii armeni le-au confiscat băutura, dar moții au spart vasele cu băutură ale arendașilor. Ancheta autorităților și măsurile luate au fost extrem de dure. Astfel, s-a stabilit o pagubă de 8.700 florini, sumă imensă pentru vremea aceea, fiind condamnați la moarte 18 țărani, între care și octogenarul Dumitru Todea. În 1784 răscoala a izbucnit, Câmpeniul devenind centrul acestei mișcări. Din noiembrie Horea și-a stabilit Câmpenii drept cartier general, de unde a condus, cu ajutorul lui Cloșca și Crișan și a altor oameni de încredere, ostilitățile împotriva autorităților asupritoare. Trebuie menționat că izbucnirea marii răscoale conduse de Horea, a contribuit și decretul emis de împăratul Iosif al II-lea la 31 ianuarie 1784, cu privire la înscrierea voluntară a satelor din vecinătatea graniței militare, care a fost interpretat de țărani ca referindu-se la întreaga țară. Cu ocazia târgului de la Brad, în 28 octombrie 1784, Gheorghe Crișan, din porunca lui Horea cheamă din fiecare sat câte 4-5 bărbați pentru 31 octombrie la Mesteacăn. Cei adunați vor porni spre Alba Iulia spre a se înscrie voluntari. Erau circa 600 de țărani. Ajunși în Curechiu, autoritățile încearcă să îi împrăștie și să-l prindă pe Crișan. Astfel, după ce la 1 noiembrie 1784, răscoala izbucnește cu putere la Curechiu, Câmpeniul primește cu bucurie cântecele de răsculați ale lui Horea. Aici vor fi distruse de către răsculați arhivele nobililor, fiind eliberați moții închiși. La Tibru, la 12 noiembrie se încheie un armistițiu pe 8 zile între Cloșca și colonelul imperial Schultz. Țăranii cereau să nu mai fie iobagi și să fie înscriși în armată, să fie eliberați cei închiși. Se cunoaște că ultimele încercări de rezistență ale țăranilor au fost înfrânte la Abrud, Câmpeni și Albac. La 27 decembrie, Horea și Cloșca au fost prinși în pădurea Scorăcetului din Munții Gilăului și la 30 ianuarie 1785 este prins și Crișan la Sasa - Lupsa. Cei trei viteji conducători au fost duși legați în lanțuri la Alba Iulia. La Câmpeni, în 21 noiembrie 1784, este dat peste cap planul vicecolonelului Schultz de a-i prinde pe capii răsculaților. Tot aici, între 7 și 14 decembrie 1784, Horea cu răsculații săi, se opun armatelor imperiale, după care Horea se va retrage spre Albac.
La mijlocul secolului al XVIII-lea Câmpeni avea 5.400 locuitori, fiind cea mai populată localitate montană din Transilvania, având chiar mai mulți locuitori decât orașele Alba Iulia sau Târgu Mureș. Faptul că zona era săracă, cu toate că bogății imense plecau de aici spre Ungaria și Austria, a determinat ca și luptele sociale ale moților să aibă aici o deosebită intensitate în sec. XVII - XIX.
Locuitorii din Câmpeni au fost participanți activi și la alte evenimente istorice, mai însemnate, înainte de revoluția de la 1848. Astfel, în 1819 ei s-au ridicat împotriva unor sarcini tot mai apăsătoare puse de autorități pe capul lor cât și a recrutărilor pentru armata imperială. Câmpenii au devenit centrul revoluției românești de la 1848 din Transilvania. Aici Avram Iancu a creat o adevărată „republică țărănească”, condusă de acesta cu ajutorul prefecților săi. La adunarea din aprilie 1848, Iancu a participat alături de Buteanu și Balint. El și-a așezat la Câmpeni tabăra revoluției, fiind numit prefect general al legiunilor montane. Tabăra militară era amplasată în vestul orașului Câmpeni. La Câmpeni au fost primiți cu multă bucurie revoluționarii din Țara Românească, între care la loc de mare cinste a figurat Nicolae Bălcescu. În Câmpeni s-au ridicat și au luptat alături de Iancu, tribunii Mihai Andreica, Clemente Aiudeanu, Nicolae Corches și Ion Șuluțiu. După înfrângerea revoluției și până în apropierea morții sale, Avram Iancu a fost primit întotdeauna la Câmpeni ca un erou al tuturor românilor din Transilvania. În semn de eternă aducere aminte și de cinstire a marelui patriot, în piața care îi poartă numele la Câmpeni „Craiul Munților”, se înalță statuia sa ecvestră. Statuia este opera sculptorului Dimitriu Bârlad, fiind realizată în 1930 la Târgu Mureș. În 1940 statuia a fost mutată la Campeni în urma cedării Transilvaniei de Nord prin Dictatului de la Viena. După revoluția de la 1848, marile evenimente din istoria românilor, cum au fost Unirea Principatelor din 1859 și războiul de Independență de la 1877-1878, au fost primite cu mare bucurie și viu interes în Țara Moților și mai ales în Câmpeni. Aici a luat naștere chiar un comitet condus de Ion Patitia și Mihai Adreica care a colectat bani, alimente și îmbrăcăminte pentru răniții armatei române. Tot la Câmpeni au avut loc în 1881, manifestații în sprijinul mișcării memorandiste, iar în 1918 s-a creat aici o gardă națională condusă de Zosim Chirtop, chemată de Consiliul Național de la Alba Iulia, să asigure desfășurarea în cele mai bune condiții a Marii Adunări Naționale, de la Alba Iulia, la 1 Decembrie.
În perioada interbelică a fost sediul unei Plăși din județul Turda.

## Economia locală
Existența pădurilor a favorizat dezvoltarea industriei prelucrării lemnului.
Alte ramuri economice sunt: turismul, agricultura, industria textilă și comerțul.

## Demografie
Componența etnică a orașului Câmpeni
     Români (89,82%)
     Romi (3,65%)
     Alte etnii (0,08%)
     Necunoscută (6,45%)
Componența confesională a orașului Câmpeni
     Ortodocși (90,35%)
     Alte religii (2,56%)
     Necunoscută (7,09%)
Conform recensământului efectuat în 2021, populația orașului Câmpeni se ridică la 6.569 de locuitori, în scădere față de recensământul anterior din 2011, când fuseseră înregistrați 7.221 de locuitori. Majoritatea locuitorilor sunt români (89,82%), cu o minoritate de romi (3,65%), iar pentru 6,45% nu se cunoaște apartenența etnică. Din punct de vedere confesional, majoritatea locuitorilor sunt ortodocși (90,35%), iar pentru 7,09% nu se cunoaște apartenența confesională.
|  | Graficele sunt indisponibile din cauza unor probleme tehnice. Mai multe informații se găsesc la Phabricator și la wiki-ul MediaWiki. |

Date: Recensăminte sau birourile de statistică - grafică realizată de Wikipedia

## Politică și administrație
Orașul Câmpeni este administrat de un primar și un consiliu local compus din 15 consilieri. Primarul, Cristian-Dan Pașca[*], de la Partidul Național Liberal, este în funcție din octombrie 2020. Începând cu alegerile locale din 2024, consiliul local are următoarea componență pe partide politice:
|  | Partid                          | Consilieri | Componența Consiliului | Componența Consiliului | Componența Consiliului | Componența Consiliului | Componența Consiliului | Componența Consiliului | Componența Consiliului |
|  | ------------------------------- | ---------- | ---------------------- | ---------------------- | ---------------------- | ---------------------- | ---------------------- | ---------------------- | ---------------------- |
|  | Partidul Național Liberal       | 7          |                        |                        |                        |                        |                        |                        |                        |
|  | Partidul Social Democrat        | 4          |                        |                        |                        |                        |                        |                        |                        |
|  | Alianța pentru Unirea Românilor | 2          |                        |                        |                        |                        |                        |                        |                        |
|  | Uniunea Salvați România         | 1          |                        |                        |                        |                        |                        |                        |                        |
|  | Partidul S.O.S. România         | 1          |                        |                        |                        |                        |                        |                        |                        |

## Transporturi
Stație de cale ferată a Mocăniței. Gara Câmpeni este înscrisă pe lista monumentelor istorice din județul Alba, elaborată de Ministerul Culturii si Patrimoniului Național din România în anul 2010 (cod: AB-II-m-B-20914.03).
“Mocănița” circulă ocazional între Câmpeni și Abrud (curse turistice locale).

## Tradiții locale
Una dintre cele mai cunoscute tradiții este furatul toacei, obicei practicat și în comunele vecine.
Este vizată în special toaca bisericii, dar și cele confecționate de localnici și aflate în perimetrul gospodăriei.
În noaptea din sâmbăta Învierii, aceasta este furată și ascunsă, iar cei care au păzit-o sunt nevoiți să o caute și o vor recupera în schimbul unei sume de bani sau unor sticle de rachiu.

## Obiective turistice
- Muzeul Avram Iancu - aici și-a avut Avram Iancu cartierul general în timpul revolutiei din 1848.
- Statuia ecvestră a lui Avram Iancu (înscrisă pe lista monumentelor istorice din județul Alba[8] elaborată de Ministerul Culturii și Patrimoniului Național din România în anul 2010). Inițial, statuia, realizată de Ion Dimitriu-Bârlad, a fost ridicată la Târgu Mureș în 1924. În 1940, statuia lui Avram Iancu a fost mutată la Câmpeni, spre a fi ferita de distrugere după cedarea Ardealului de Nord. Aici se află și în prezent.[9]
- Monumentul Eroilor. Monumentul este de tip cruce memorială și este amplasat lângă Biserica Ortodoxă din orașul Câmpeni. Crucea a fost înălțată în anul 1922, pentru cinstirea memoriei eroilor jertfiți în Războiul de Independență, fiind realizată din lemn de stejar și marmură, protejată cu un acoperiș din tablă. Pe fațada monumentului este următorul înscris: „În amintirea eroilor din timpul răscoalei de la 1907 și a celor căzuți pe câmpul de luptă în timpul Războiului de Independență de la 1877“.

## Personalități
- Valeriu Moldovan, (1875 - 1954), luptător pentru drepturile românilor din Transilvania în timpul regimului austro-ungar, publicist, avocat, profesor universitar la Facultatea de Drept din Cluj, deputat, membru al PNȚ.
- Remus Furdui (1888 - 1942), deputat în Marea Adunare Națională de la Alba Iulia 1918, avocat

## Galerie de imagini

Câmpeni la începutul secolului al XX-lea
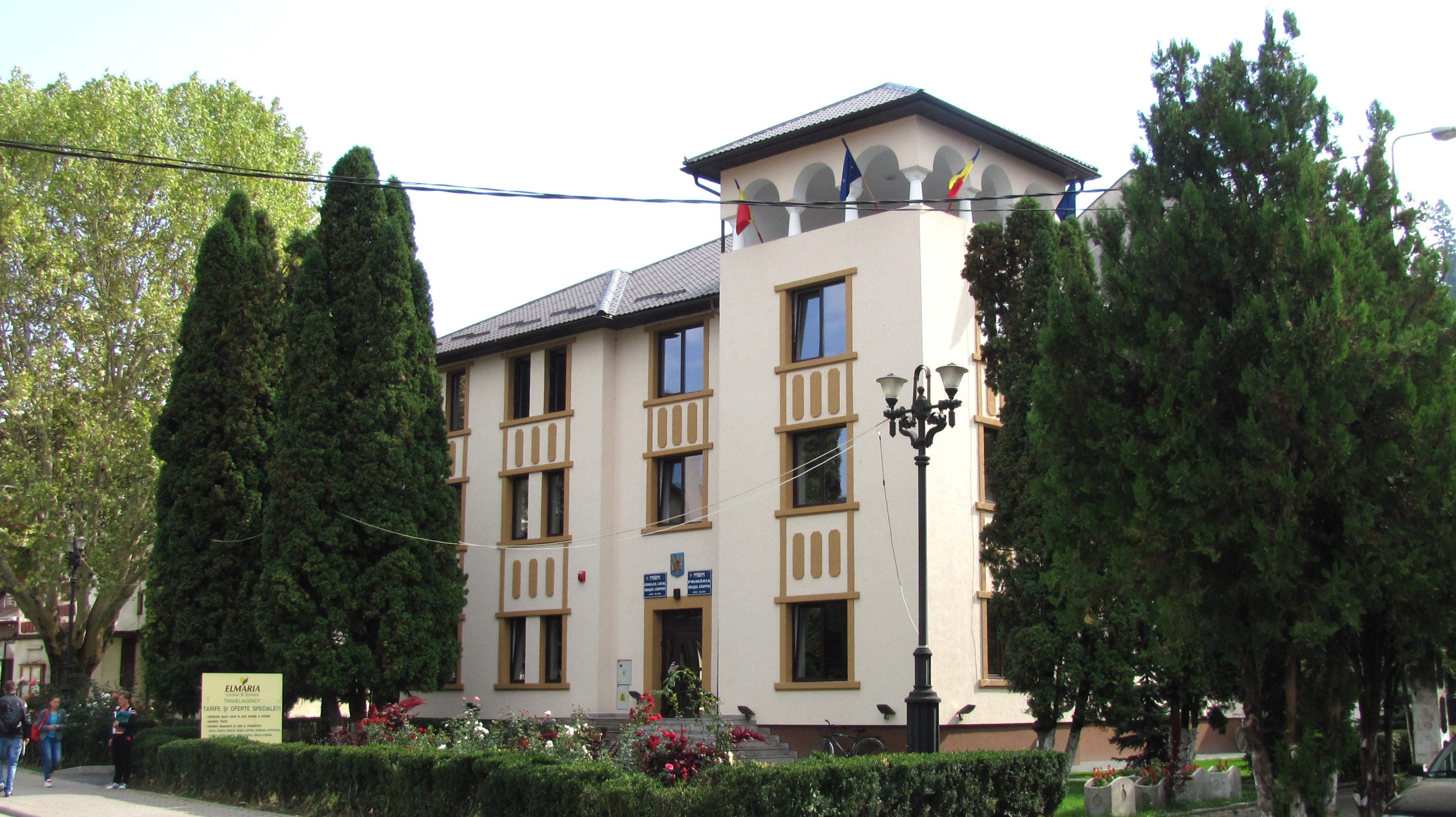
Primăria (Piața Avram Iancu nr.5)
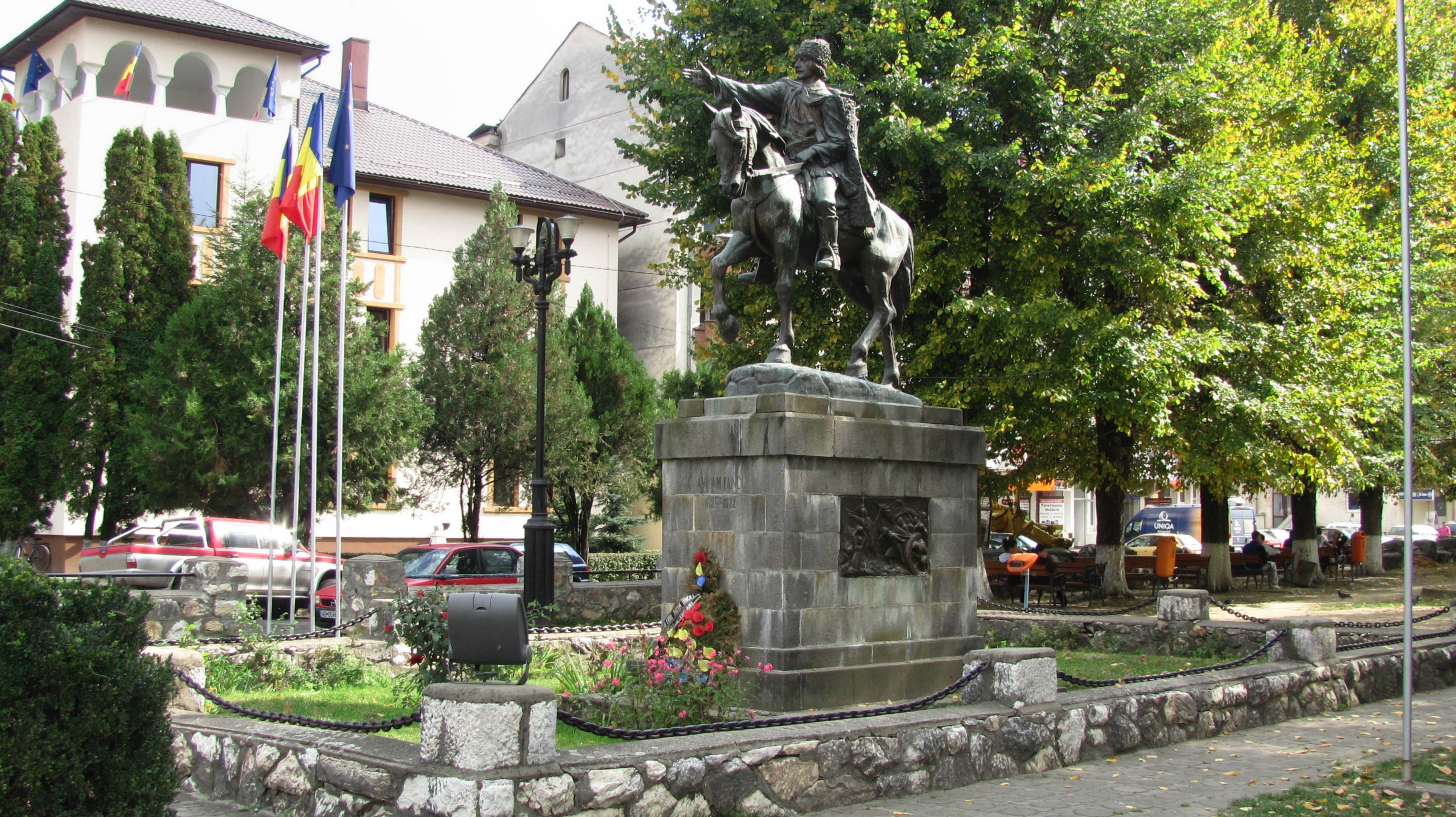
Statuia ecvestra a lui Avram Iancu Ridicată in anul 1927 Sculptor Ion Dimitriu-Bârlad (Piața Avram Iancu)
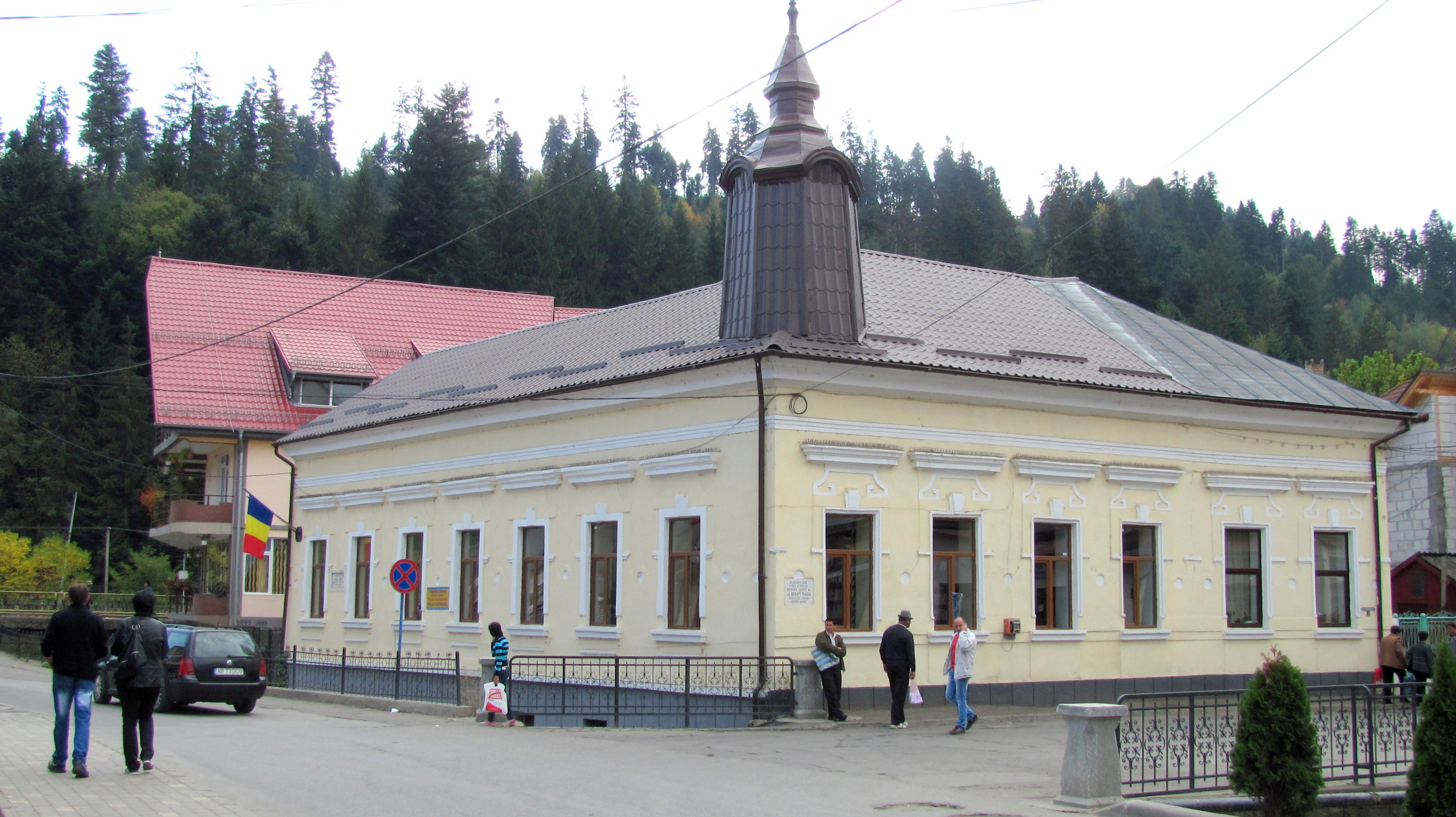
Statuia ecvestra a lui Avram Iancu
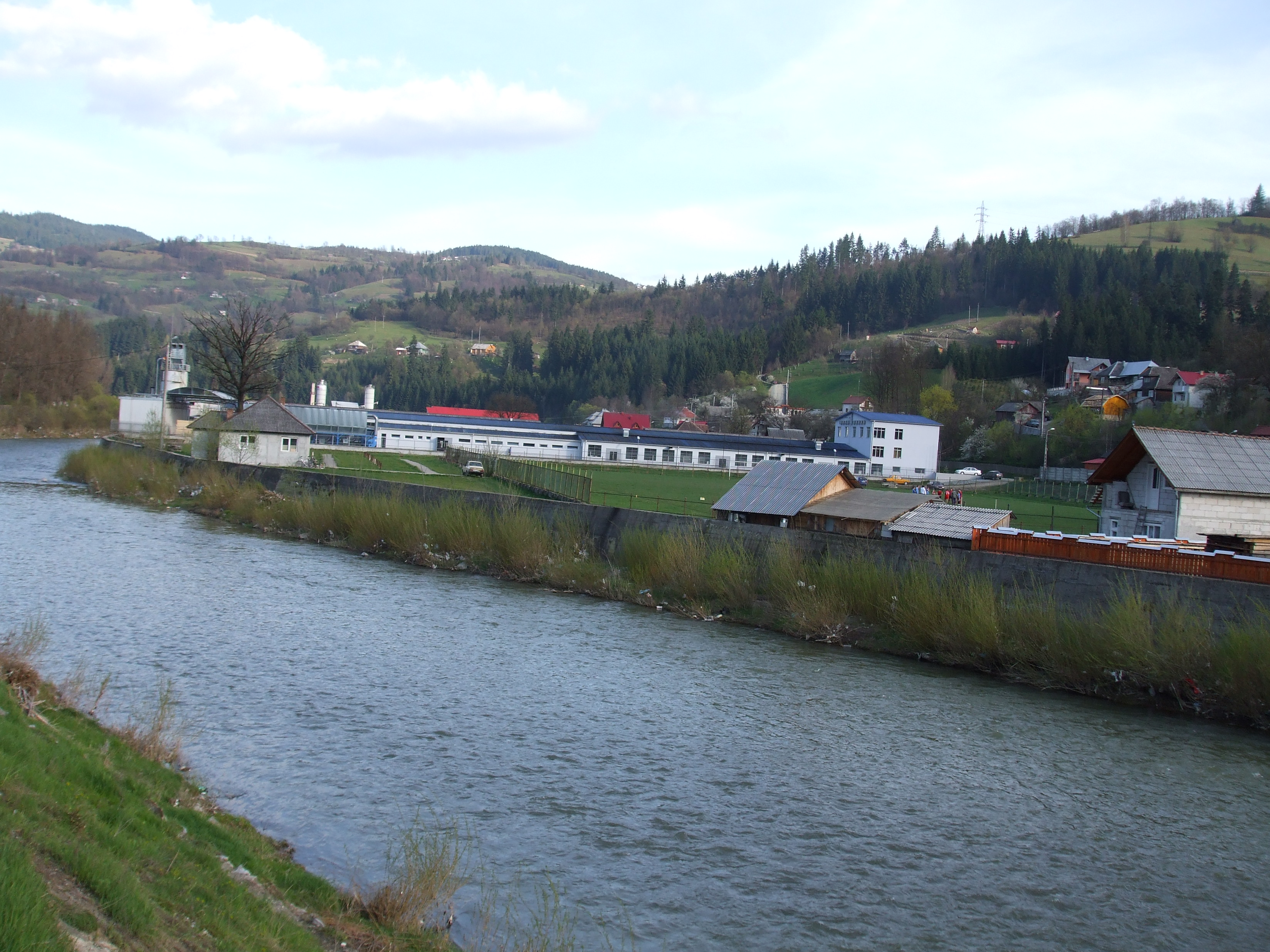
Imagine din Câmpeni
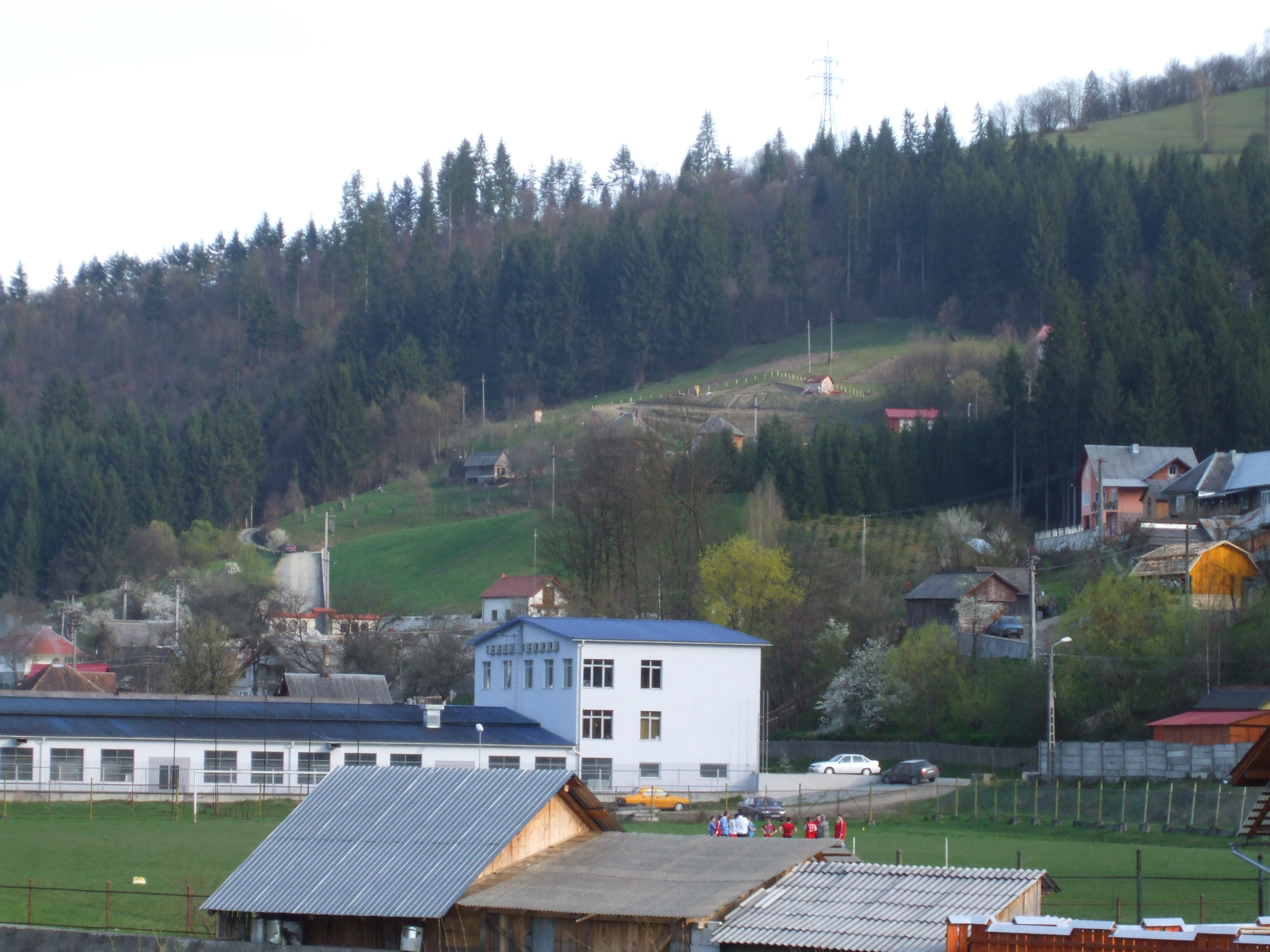
Imagine din Câmpeni
Imagine din Câmpeni
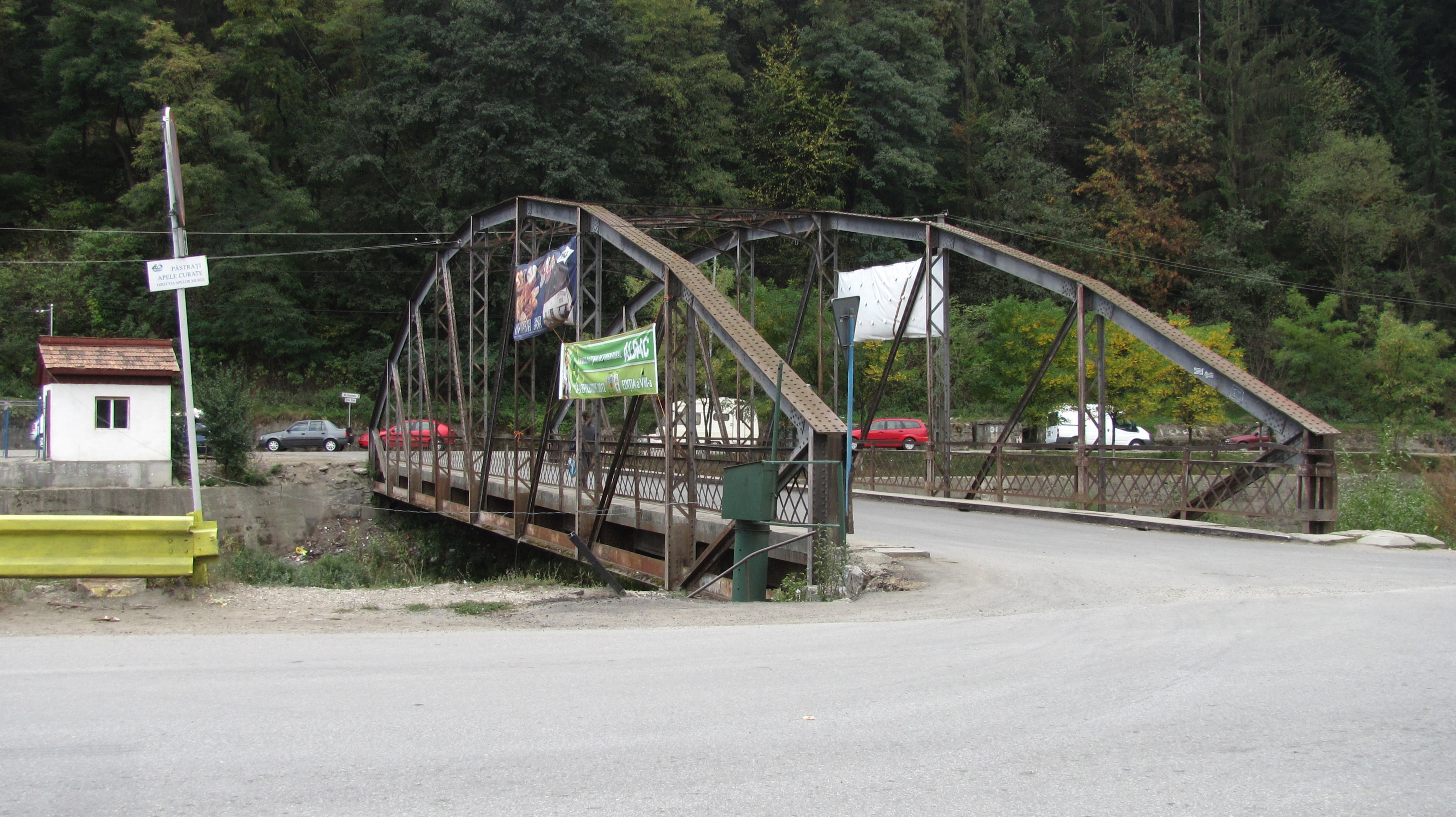
Pod
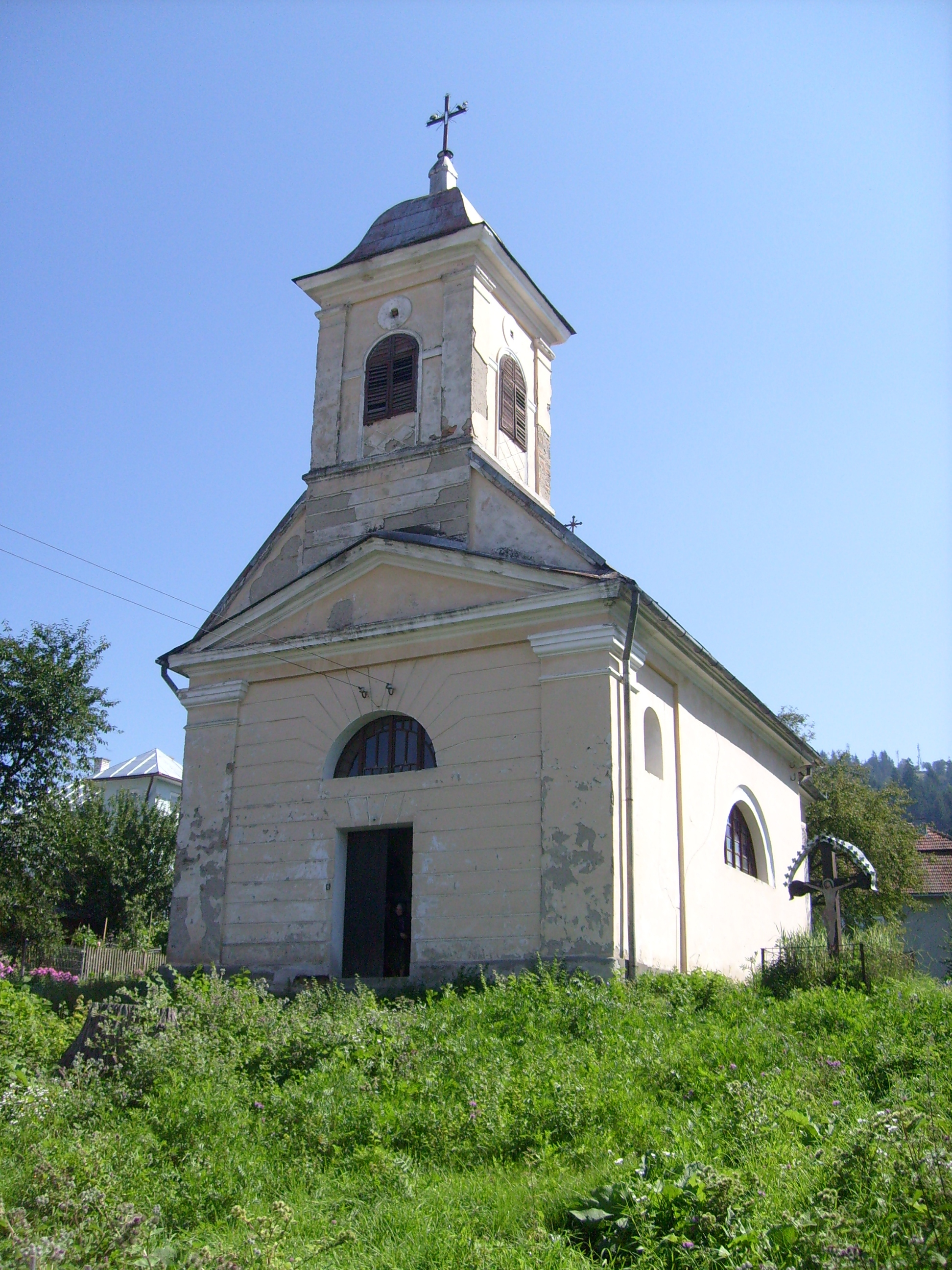
Biserica Sf. Maria
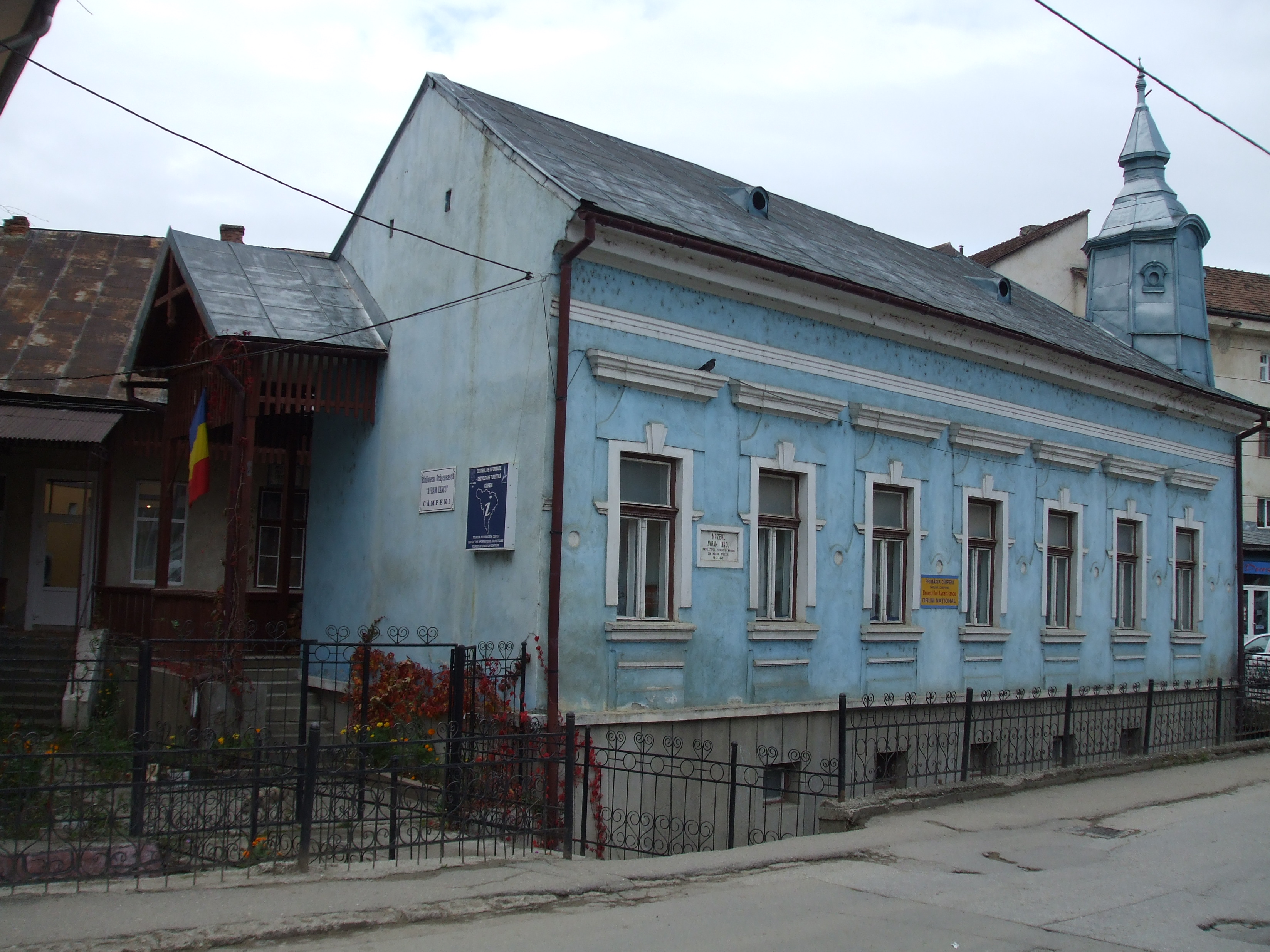
Casa din Câmpeni în care Avram Iancu și-a stabilit cartierul general în timpul revoluției de la 1848
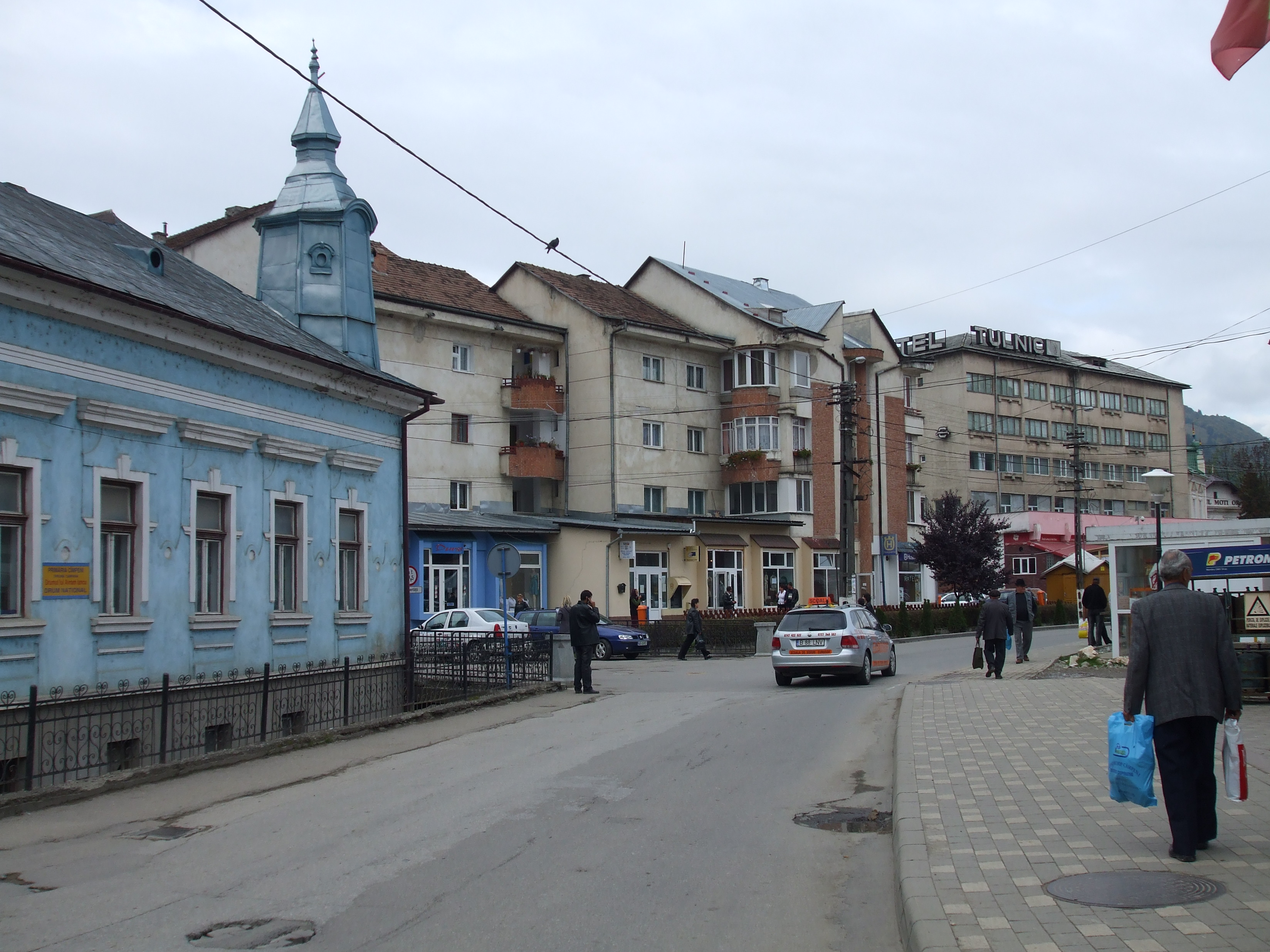
Câmpeni - zona centrală
   Ridicată in anul 1927 
Sculptor
 Ion Dimitriu-Bârlad 
(Piața Avram Iancu)
- Muzeul "Avram Iancu"
- Imagine din Câmpeni
- Imagine din Câmpeni
- Imagine din Câmpeni
- Pod
- Biserica Sf. Maria
- Casa din Câmpeni în care Avram Iancu și-a stabilit cartierul general în timpul revoluției de la 1848
- Câmpeni - zona centrală